# Чапліна

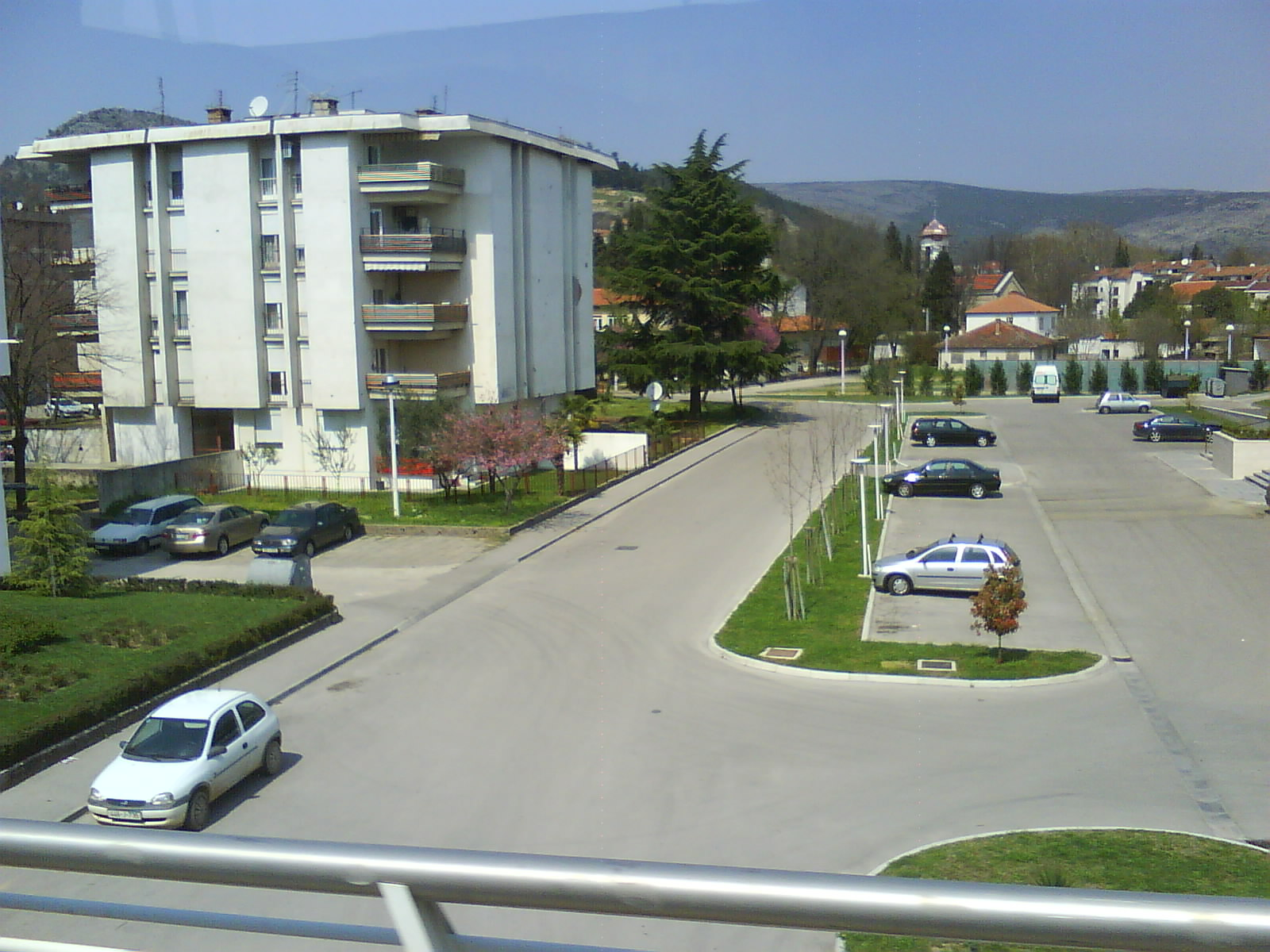
Середмістя

‎ 
Чапліна (босн. і хорв. Čapljina, серб. Чапљина) — місто на півдні Боснії і Герцеговини, на території Герцеговинсько-Неретванського кантону Федерації Боснії і Герцеговини, центр однойменної громади. Лежить на кордоні з Хорватією, за 20 кілометрів від Адріатичного моря, у долині річки Неретва, на важливому перехресті доріг із півночі на південь. 
На території громади Чапліна міститься знаменитий орнітологічний заповідник Хутово-Блато.

## Історія

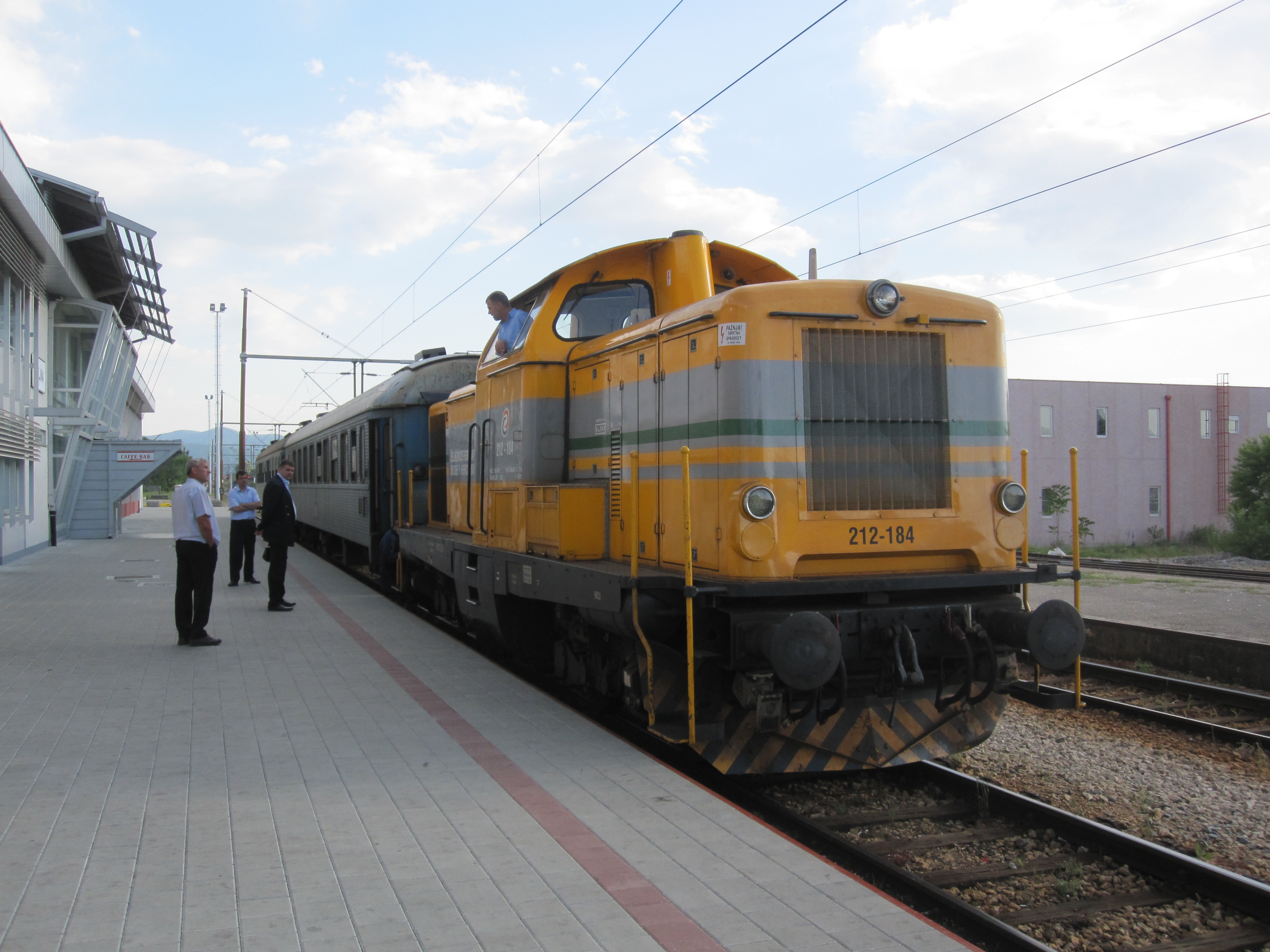
Залізнична станція Чапліна

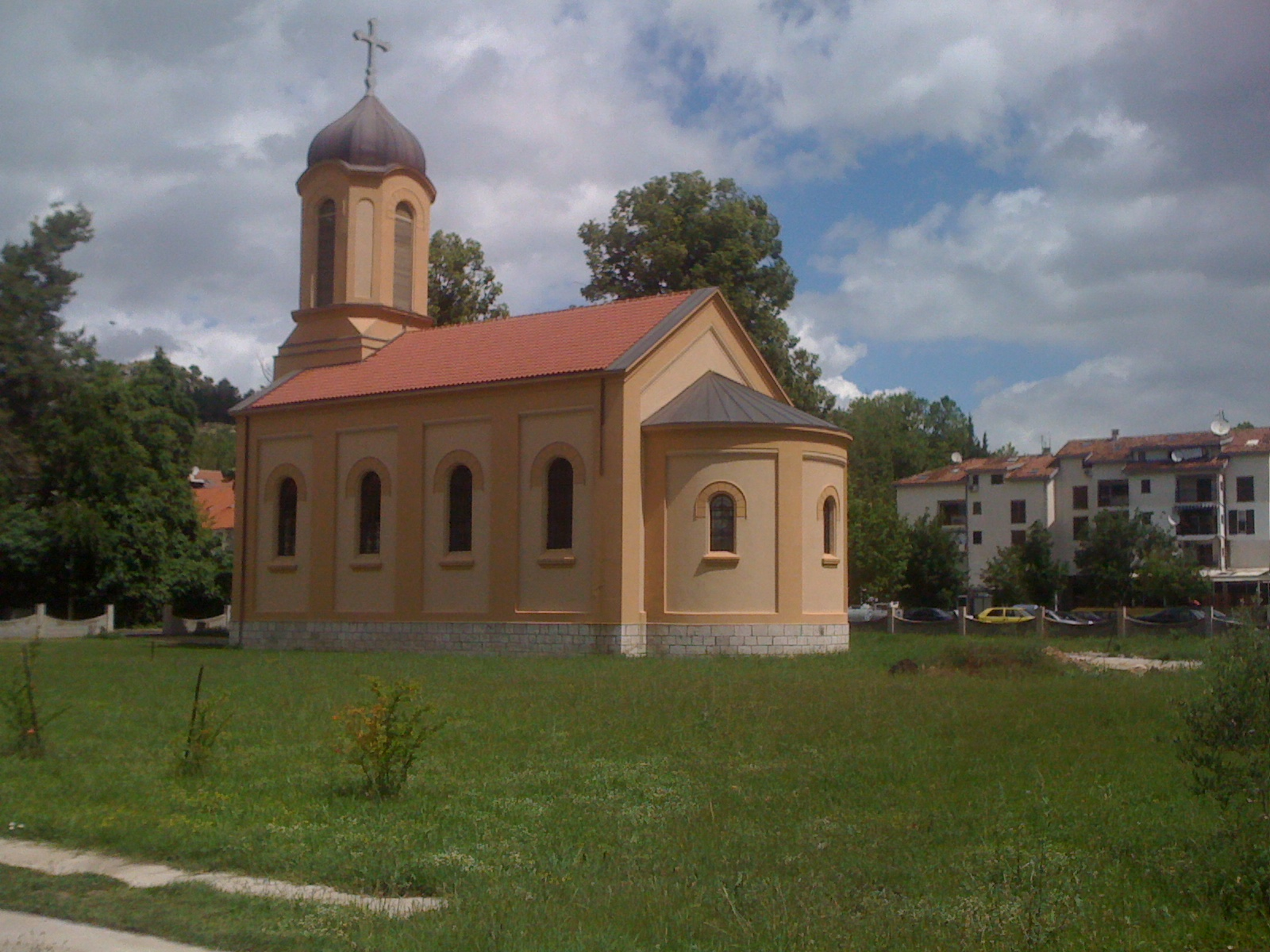
Сербська православна церква в Чапліні

Поселення заснували римляни у V ст. до н. е., проте давньогрецькі, а потім і давньоримські карти чітко показують, що цю територію населяли кілька іллірійських племен, які й були першими корінними жителями цієї місцевості. Назва наймогутнішого з них — ардіеїв і лягла в основу назви міста, оскільки латинська назва цього племені «ардіеї» (лат. Ardiaei) перегукується з латинським словом «ардея» (лат. ardea, досл. «чапля»). За давньоримської влади Чапліна стала торговельним і транспортним центром.
Пізніше тут оселилося слов'янське плем'я вишичів (626 р.). У ранньому середньовіччі цим краєм володіла Венеційська республіка, згодом ця місцевість належала боснійській державі, доки не опинилася під владою Османської імперії (1483—1878).
У роки Другої світової війни місто потрапило до складу Незалежної Держави Хорватії, ставши адміністративним центром котарської області, яка до 5 липня 1944 входила до великої жупи Дубрава, а опісля — до великої жупи Хум.
Від часів Другої світової війни Чапліна є основним автотранспортним і залізничним пунктом, що сполучає решту Боснії та Герцеговини з хорватським портом Плоче. Під час війни в Боснії та Герцеговині 1992-1995 років владу у місті перебрала на себе Хорватська рада оборони, яка вигнала нехорватське населення і створила концтабір для босняків у селі Габела.
Після підписання Дейтонської угоди громада Чапліна в цілості увійшла до складу Федерації Боснії і Герцеговини.

## Населення
| Чапліна      |                |                |                |                |
| рік перепису | 2013           | 1991           | 1981           | 1971           |
| хорвати      | невідомо       | 3 067 (41,11%) | 2 542 (41,06%) | 1 854 (39,90%) |
| босняки      | невідомо       | 2 191 (29,37%) | 1 661 (26,83%) | 1 605 (34,54%) |
| серби        | невідомо       | 1 267 (16,98%) | 896 (14,47%)   | 945 (20,34%)   |
| югослави     | невідомо       | 707 (9,476%)   | 955 (15,43%)   | 125 (2,690%)   |
| албанці      | невідомо       | невідомо       | 35 (0,565%)    | 20 (0,430%)    |
| македонці    | невідомо       | невідомо       | 16 (0,258%)    | 11 (0,237%)    |
| словенці     | невідомо       | невідомо       | 9 (0,145%)     | 11 (0,237%)    |
| чорногорці   | невідомо       | невідомо       | 31 (0,501%)    | 36 (0,775%)    |
| інші         | невідомо       | 229 (3,069%)   | 46 (0,743%)    | 40 (0,861%)    |
| усього       | 6 340 (100,0%) | 7 461 (100,0%) | 6 191 (100,0%) | 4 647 (100,0%) |

## Пам'ятки
- Пам'ятник королю Томиславу на Томиславовій площі
- Пам'ятник хорватській свободі
- Пам'ятник чаплі
- Пам'ятник хорватському живописцю Іво Дульчичу
- Villa rustica castrum Mogorjelo — археологічна пам'ятка давньоримської доби (за 5 км на південь від міста)

## Відомі уродженці
- Желимир Теркеш — боснійський футболіст
- Іво Міро Йович — боснійський політик
- Никица Єлавич — хорватський футболіст
- Ніно Буле — хорватський футболіст
- Слободан Праляк — хорватський генерал, політичний діяч боснійських хорватів